# Play FM
Play FM foi uma rede de rádio brasileira sediada em São Paulo, capital do estado homônimo. O projeto, gerido pelo Grupo Bandeirantes de Comunicação, foi lançado em 31 de julho de 2020 em substituição a Rádio Trânsito, que operava desde 2007 na frequência 92,1 FM em São Paulo. Sua programação era composta por músicas das décadas de 1980 a 2000, dos gêneros adulto-contemporâneo e pop nacional. A rádio deixou de operar em 31 de dezembro de 2022.

## História
Com o encerramento das atividades da Rádio Trânsito nos 92,1 MHz em 22 de julho de 2020, foi iniciada expectativa para uma nova emissora na frequência, com chamadas anunciando o lançamento para o dia 31, quando a Play FM iniciou suas operações pela manhã.
Em 1.° de dezembro de 2020, a Play FM ganha sua primeira afiliada. Trata-se da Play FM Birigui, pertencente ao Sistema Sabioni de Comunicação, operante no 90,1 FM. Em 16 de dezembro de 2020, a Play FM ganha a sua segunda afiliada, a Play FM Riversul, que operava na frequência 100.1 FM na região de Itapeva.
Em 2 de junho de 2021, a Play FM passou a ser transmitida em Porto Alegre, por uma frequência própria do Grupo Bandeirantes de Comunicação, na frequência 640 AM, que transmitia a programação da Rádio Bandeirantes Porto Alegre, que ficou restrita a 94,9 FM. A Play FM Porto Alegre, além de transmitir em AM 640, entrou na faixa estendida do FM 84,9, conforme o processo de migração das emissoras da Grande Porto Alegre. Em 8 de agosto de 2021, a Play FM passou a ser captada em Uberlândia, em 99,9 FM, que já abrigou a Band FM, Rede Aleluia e recentemente a Nativa FM . Em 18 de setembro de 2021, a Play FM ganha mais uma afiliada , a Play FM Maringá, em 105.7 FM, controlada pelo Grupo Cidade Verde de Comunicação, grupo do estado do Mato Grosso, a frequência já abrigou a Nativa FM, e recentemente a BandNews FM 
Em 25 de outubro de 2021, a Play FM deixou a sede do Grupo Bandeirantes e passou a transmitir a programação dos novos estúdios na Avenida Paulista, no Edifício Winston Churchill, bairro do Jardim Paulista que é sede da Jovem Pan e da Massa FM.
Em 14 de dezembro de 2022, foi anunciado que a matriz da emissora, a Play FM SP, iria encerrar as atividades no dia 31 do mesmo mês, sendo substituida no dial pela rádio gospel Feliz FM no dia seguinte. Duas semanas depois, a emissora anunciou o fim definitivo do projeto em toda a rede. Para tanto, o Grupo Bandeirantes manterá uma programação musical no começo de 2023, auxiliando as emissoras, antes de encerrar definitivamente a marca.